# シャナナ・グスマン
カイ・ララ・シャナナ・グスマン（ポルトガル語: Kay Rala Xanana Gusmão、José Alexandre Gusmão、1946年6月20日 - ）は、東ティモールの政治家。初代大統領、第3代首相。現在は第7代首相、東ティモール再建国民会議初代党首を務める。
名はグスマオとも表記される。洗礼名はジョゼ・アレシャンドレであり、「シャナナ」は70年代初めジャーナリストとして活動するときポップソングのフレーズを元につけたニックネームであったが、現在は本名の一部となっている。

## 概要
1970年代より東ティモールの独立運動に関わり、インドネシアにより逮捕され服役中であった独立時には東ティモール独立のシンボル的存在であった。独立に先立って行われた大統領選挙では国民の圧倒的な支持を集め、初代大統領に就任した。同国において大統領は儀礼的な役割しか持たず、よく批判の対象となるマリ・アルカティリ元首相と比べられた。2007年の大統領選挙には立候補せず、大統領職はジョゼ・ラモス＝ホルタに引き継がれた。
ラモス＝ホルタ大統領は、シャナナ・グスマン率いる東ティモール再建国民会議を中心とした野党4党（反フレティリン連合）による連立政権を発足させる為にグスマンに組閣を指示し、2007年8月8日、グスマンは首相となった。就任宣誓式で、「独立と国民の結束のため全力を尽くす」と述べた。

## 経歴
シャナナ・グスマンは当時のポルトガル領ティモール、マナトゥト (Manatuto) で、（祖先をポルトガルとティモールに持つ）共に教師であった両親の元に生まれた。ディリ郊外のイエズス会の高校に学んだが、経済的理由によって16歳のときに退学を余儀なくされた。その後、様々な職業を経たのち公務員となり、同時に夜間学校で学業を継続した。ポルトガル陸軍での3年間の兵役を終えた1971年に、ジョゼ・ラモス＝ホルタをリーダーとする東ティモールの独立を目指した団体に参加し、その後3年の間、植民地支配に対する平和的な抗議活動に関わった。
1974年、カーネーション革命によってポルトガル本国の長い独裁体制が終わると、東ティモールでも非植民地化の機運が強まり、ポルトガルは4年後の総選挙の実施と独立とを約束した。しかし翌1975年には東ティモール独立革命戦線 (フレティリン) とティモール民主同盟 (UDT) との間で独立に向けた激しい主導権争いが発生するとともに、混乱に乗じたインドネシア軍によって東ティモールは度重なる侵入を受けることとなった。グスマンは1974年以降フレティリンの活動に積極的に関わり、一時ティモール民主同盟によって捕らえられるなどしたが、やがてフレティリンが実権を掌握するとフレティリンの報道担当官に就任した。
1975年11月28日、フレティリンは東ティモールの独立を宣言した。しかし、東ティモールは数日後にインドネシアに侵略されインドネシアの一州として事実上併合された。グスマンはインドネシアに対する抵抗運動に参加し、村々を回ってフレティリンへの支援と兵士の勧誘を行った。しかし1980年代早期にフレティリンが幾度かの手痛い敗北を喫すると、グスマンはフレティリンを離れ、様々な中道的団体を支援することとなった。これによって1980年代半ばにはグスマンはフレティリンの主たる対抗勢力のリーダーとなっていた。
1990年代始めには国外交渉とメディア対応に深く関わるようになり、1991年11月12日にサンタクルス虐殺事件が起きると、多くの主要メディアのインタビューを受け世界の注意を喚起した。一方で注目の度合いが高まるとともに、グスマンはインドネシア政府の主要な標的と目されることになった。インドネシアによるグスマンを捕らえる軍事作戦は最終的に1992年11月に成功し、裁判の末、グスマンは反乱・銃器不法所持・分離運動の罪で終身刑を宣告された (1997年に20年に減刑)。グスマンはなお刑務所内から抵抗運動を続け、服役中、国連代表やネルソン・マンデラなどの要人の訪問を度々受けた。
スハルト体制終焉後の1999年8月30日、東ティモールで国民投票が行われ圧倒的多数が独立を選択した。インドネシア軍はこの結果を受けて組織的な破壊工作を開始したが、国際的圧力の結果、東ティモール多国籍軍 (INTERFET) が駐留するに至った。その後グスマンも釈放され、2002年まで続いた国連暫定行政機構の高官に指名された。この間、グスマンは東ティモールの統一と和平を訴え続け、一般的にも新しい国家の事実上のリーダーとみなされた。2002年末に行われた大統領選挙ではフレティリンを除く9つの政党から支持を受けて、2002年5月20日に正式に独立した東ティモールの初代大統領に選ばれた。一方、初代首相には第一党であったフレティリンのマリ・アルカティリが就任した。
2006年4月、解雇された国軍兵士と政府軍との戦闘により首都ディリで激しい騒乱が勃発し、東ティモールは再びオーストラリアなど外国軍の駐留を受けることになった。グスマンはマリ・アルカティリ首相の辞任を求め、6月にアルカティリは辞任に至った。
2007年グスマンは首相を目指すとした上で、4月の大統領選挙では立候補を辞退し、新政党「東ティモール再建国民会議(CNRT)」の結党大会で党首に指名された。6月の議会選挙において CNRT は65議席中18議席を獲得し、21議席のフレティリンに次ぐ第2党に躍進した。ラモス＝ホルタ新大統領は、フレティリンおよび野党による挙国一致内閣を模索したが、フレティリンは野党と相容れず、反フレティリン4党（合計議席37）による連立政権に踏み切った。8月に大統領はグスマンに組閣を指示しグスマンは首相に就任した。
2008年2月のラモス＝ホルタ大統領の暗殺未遂事件ではグスマン首相の自宅も襲撃され、乗っていた車が銃撃されている。
グスマンは、1999年に欧州議会より「サハロフ賞」を、2000年にシドニー平和基金より「シドニー平和賞」を受賞した。さらに2002年には欧州評議会より「南北賞」 (North-South Prize) を受賞した。
2006年には和解と許しをテーマとしたドキュメンタリー映画『ここに陽はのぼる — 東ティモール独立への道』 (A Hero's Journey) に自ら出演し、ナレーションを担当している。
大統領就任前の2002年1月に一度来日し、東京および沖縄を訪問した。2004年2月と2009年3月にも日本政府より招聘を受け来日している。2023年5月21日に実施された東ティモール総選挙で、国民議会全65議席の過半数に当たる31議席を獲得して、勝利を遂げた。同年7月1日にラモス＝ホルタ大統領の任命を受けて、2度目の首相の座に就いた。